# Suada Dilberović

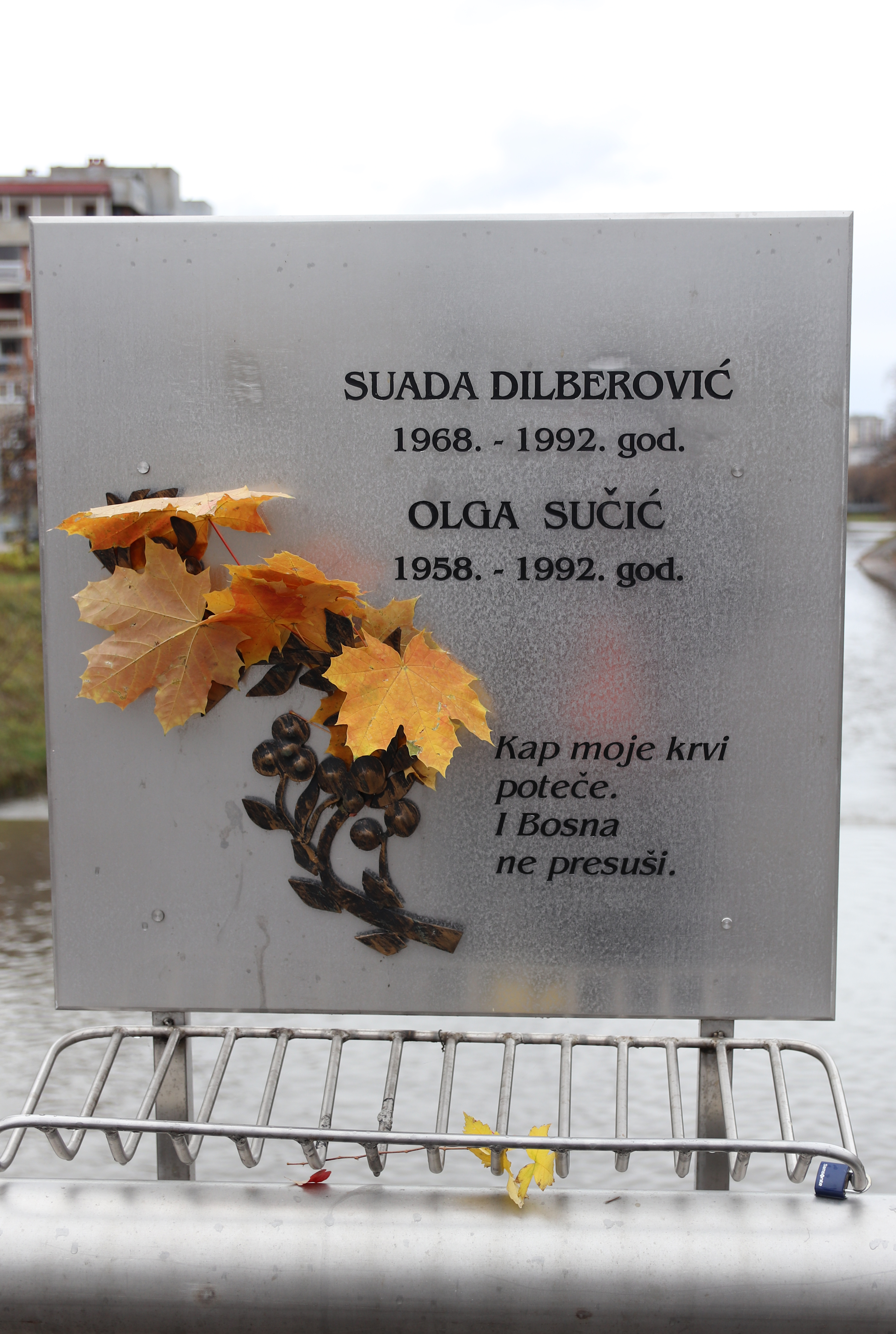
Tablica na moście Suady i Olgi

Suada Dilberović (ur. 24 maja 1968 w Dubrowniku, zm. 5 kwietnia 1992 w Sarajewie) – studentka medycyny na Uniwersytecie w Sarajewie. Przyjmuje się, że była pierwszą ofiarą oblężenia Sarajewa i całej wojny w Bośni i Hercegowinie.

## Życiorys
Rodzina Suady przybyła do Sarajewa z Chorwacji. Byli umiarkowanymi muzułmanami. Kiedy w marcu 1992 wzrosło w mieście napięcie między Serbami a Boszniakami, brała udział w masowych demonstracjach przeciwko podziałowi Sarajewa na strefy etniczne. Największa z nich miała miejsce 5/6 kwietnia. Około 100 000 ludzi różnych narodowości protestowało wtedy przeciwko sztucznym podziałom. Do tłumu, znajdującego się na moście Vrbanja, otwarli ogień snajperzy (m.in. z wieżowca hotelu Holiday Inn oraz z okolic cmentarza żydowskiego). Jako pierwsze zginęły Suada Deliberović i Olga Sučić. Sześciu snajperów pojmano, ale wkrótce wymieniono na innych zakładników.
Pośmiertnie Suadzie Dilberović przyznano dyplom lekarski. Most Vrbanja został nazwany jej imieniem (Most Suade i Olge). Przyznawane są także stypendia im. Suady Dilberović.
Serbowie uważają za pierwszą ofiarę wojny Nikolę Gardovicia, który zginął w dniu 1 marca 1992 w Sarajewie (na Baščaršiji).